# Fraška o kádi (opera)
Fraška o kádi je jednoaktová opera českého skladatele Evžena Zámečníka na vlastní libreto podle stejnojmenné starofrancouzské frašky. Vznikla roku 1967 a premiéru měla 29. ledna 1968 v Brně.

## Vznik, charakteristika a historie opery
Operu Fraška o kádi Evžen Zámečník napsal jako svou absolventskou práci na konci svého studia na Janáčkově akademii múzických umění v Brně. Zvolil si námět z jedné z nejznámějších francouzských světských her z doby středověku: Fraška o kádi (La farce du cuvier) byla písemně zachycena v 15. století a v krátké anekdotě zachycuje odvěký boj mezi mužem a ženou o nadvládu v domácnosti. Zámečník přitom využil překladu Otokara Dubského a v práci na libretu mu pomohl jeho učitel Jan Kapr a jeho manželka Libuše. Zámečník text zhudebnil v tradici buffy 18. století. Středověké zakotvení ani francouzské prostředí není nijak stavěno do popředí, naopak i jména protagonistů mají typicky českou formu a hudba často upomíná na lidovou píseň. Místa s předstíranou hudební naivností přerušují moderní kompoziční prvky, které v rytmu i melodii, ve zpěvu i v orchestru hýří hudebním vtipem a pointou. Již tato skladba se vyznačuje optimismem a humorem, které patří mezi základní znaky většiny Zámečníkovy tvorby.
Premiéru připravila Hudební fakulta JAMU a konal se v jejím domovském souboru, Komorní opeře Miloše Wasserbauera; inscenace byla zároveň absolventskou prací režisérky Jany Košíkové. Současně se hrála Mozartova raná opera Bastien und Bastiene a balet Intermezzo Františka Emmerta. JAMU operu předvedla i na Mezinárodním hudebním festivalu v Brně roku 1970.(RIG)
Opera byla v českých zemích uváděna i profesionálními divadly: v letech 1973 a 1974 ji v zámeckém prostředí v Českém Krumlově uvedl soubor Jihočeského divadla, v roce 1977 divadlo v Olomouci, v roce 1980 byla hrána v rámci oslav 250. výročí české opery na zámku v Jaroměřicích nad Rokytnou a uvedla ji i Československá televize. Především však zůstala doménou hudebních škol, zejména JAMU, na které byla napsána a kde později Zámečník vyučoval; tam se Fraška o kádi dočkala řady inscenací (1969, 1975, 1976, 1991, 2008…).
V roce 1975 vyšla opera tiskem v nakladatelství Dilia.

## Osoby a první obsazení
| osoba                     | hlasový obor | premiéra (29.1.1968)                |
| ------------------------- | ------------ | ----------------------------------- |
| Kuba, manžel              | tenor        | Josef Škrobánek / Jiří Kadeřábek    |
| Anča, manželka            | soprán       | Hana Hradilová / Dana Herzová       |
| Háta, její matka          | alt          | Bohuslava Jelínková / Jana Malíková |
| Dirigent: Jan Štych       |              |                                     |
| Režie: Jana Košíková      |              |                                     |
| Výprava: Vojtěch Štolfa   |              |                                     |
| Kostýmy: Inéz Tuschnerová |              |                                     |

## Instrumentace
Flétna, hoboj, klarinet, fagot, lesní roh, trubka, pozoun, tympány, bicí souprava, klavír, smyčcové nástroje.

## Děj opery
Kuba si stěžuje, že je od svatby nucen poslouchat na slovo hned dvě ženy: svou zákonitou manželku Anču a svou tchyni Hátu. A už jsou obě tady. Anča ho honí do práce v kuchyni, po domě i na zahradě a přitom mu laje za jeho lenost. Háta jí přizvukuje a lamentuje nad Kubovou údajnou vzpurností a neposlušností. A tak Kuba běhá od práce k práci, zatímco obě ženy odpočívají. Poté Anča sděluje Kubovi sladké tajemství, že čekají přírůstek do rodiny. Nejen že mu tím přibudou další úkoly, ale je nejvyšší čas, aby uzavřel se svou ženou písemnou smlouvu platnou na věčné časy, v níž se podrobně vypočtou všechny jeho domácí povinnosti – včetně povinnosti odevzdávat ženě veškeré vydělané peníze. Anně i Hátě to dá trochu práce a přesvědčování, ale nakonec zdeptaný Kuba smlouvu podepíše.
Doufá, že si teď alespoň chvíli odpočine, ale manželka už ho honí do další roboty, tentokrát do velkého prádla. Dá přinést objemnou káď plnou vody, ale zdá se jí, že si Kuba počíná neobratně, a rozdurděně se mu jme ukazovat, jak se prádlo správně namáčí. Nakloní se přitom nad káď a spadne do ní (v čemž Kuba není zcela nevinně). Anča se z kádě nemůže dostat, topí se a volá manžela na pomoc. Kuba ale po pečlivém prostudování uzavřené smlouvy shledává, že o povinnosti vytahovat choť z kádě v ní nic nestojí. Slyšíc dceřin nářek, přispěchá Háta a pokouší se ji z kádě dostat, s Kubovou mírnou dopomocí v ní však skončí sama.
Obě ženy vidí, že jsou v koncích, prosí Kubu o slitování a souhlasí s tím, aby smlouvu roztrhal; ba slibují mu, že jej budou nadále uznávat za pána v domě. Kuba se nechá obměkčit a obě ženy konečně z kádě vytáhne. Na závěr zpívají všechny tři postavy pro diváka ponaučení: Kuba radí mužům, aby si v manželství zjednali pořádek hned od začátku, Anča radí ženám, aby se svého muže nesnažily ovládat příliš okatě, a Háta uznává, že když se rodiče pletou mladým do soužití, nedělá to dobrotu.

## Nahrávka
- 1982 (LP 1983 Panton 8118 0341, spolu s Josef Boháč: Námluvy, Jan Hanuš: Pohádka jedné noci). Zpívají (Anča) Jaroslava Janská, (Háta) Anna Barová, (Kuba) Zdeněk Šmukař. Komorní orchestr Bohuslava Martinů Brno řídí Libor Pešek.